# Claude Jade
Claude Jade, pseudonimo di Claude Marcelle Jorré (Digione, 8 ottobre 1948 – Boulogne-Billancourt, 1º dicembre 2006), è stata un'attrice francese.

## Biografia
Nata in una famiglia borghese (i genitori, Marcel Jorré e Marcelle Schneider, erano professori universitari, mentre il nonno materno Émile era un famoso pittore), dimostrò fin da piccola una grande passione per la recitazione, che la portò a frequentare il Conservatoire d'art dramatique della città natale. Nel 1966 vinse il Prix de Comédie, grazie alla sua interpretazione di Ondine di Jean Giraudoux. Trasferitasi a Parigi, nell'ottobre dello stesso anno divenne allieva di Jean-Laurent Cochet. Mosse i primi passi in televisione nel 1967, partecipando, tra gli altri, al serial televisivo Les oiseaux rares.

### L'esordio e i film con François Truffaut

François Truffaut e Claude Jade all'anteprima del loro terzo film comune, L'amore fugge, 1978

Al Théâtre Moderne interpretò il ruolo di Frida in Enrico IV di Pirandello. In sala era presente François Truffaut, che due mesi dopo le propose il ruolo di Cristine Darbon in Baci rubati (1968). Il film, in cui recitò con Jean-Pierre Léaud, le diede immediata celebrità. Definita da Truffaut "la fidanzatina del cinema francese", Claude Jade fu la protagonista anche negli altri due capitoli della saga di Antoine Doinel, Non drammatizziamo... è solo questione di corna (1970) e L'amore fugge (1978), che rivelarono anche aspetti più intimi della personalità del regista:

### L'affermazione nel cinema francese
Dopo il suo eccellente debutto cinematografico, Claude Jade interpretò il ruolo di Linda in Montecristo 70 (1968), una coproduzione franco-italiana liberamente adattata dal romanzo di Alexandre Dumas; l'anno successivo ebbe il ruolo di Cécile, la gentile insegnante di inglese che si innamora di un uomo losco (Gérard Barray) nel film Le Témoin (1969), e consolidò il proprio successo nel ruolo di Manette, la fanciulla corteggiata da Jacques Brel nel film franco-italiano Mio zio Beniamino, l'uomo dal mantello rosso (1969) . Nei primi anni settanta, interpretò Laura, la figlia emancipata di Annie Girardot in un'altra coproduzione franco-italiana, La divorziata (1972) e la coraggiosa Françoise in Prêtres interdits (1973) di Denys de La Patellière. L'attrice si discostò in alcune occasioni dall'immagine di eroina esemplare e gentile: interpretò la spensierata Eléonore, che distrugge l'amicizia di due uomini in La barca sull'erba (1970) di Gérard Brach, la severa infermiera Claire in Home Sweet Home (1973) di Benoît Lamy e la seduttrice assassina Julie nel giallo Le malin plaisir (1975). Un'altra eccezione fu il primo dei suoi due film sovietici, la coproduzione sovietico-francese Nido di spie (1981), in cui interpretò una losca terrorista che persegue i propri interessi. 

### La carriera internazionale
Segnalata da Truffaut, Claude Jade fu diretta da Alfred Hitchcock in Topaz (1969), in cui interpretò il ruolo di Michèle Picard, la figlia di un agente segreto francese che lavora per gli americani, sposata con un giornalista. Il film le aprì la strada verso una carriera internazionale.
Nel film giapponese Kita no misaki (1976) di Kei Kumai interpretò Marie-Thérèse, una suora che si innamora di un ingegnere giapponese durante un viaggio in nave da Marsiglia a Yokohama, ma che comprende che la sua missione di aiutare le persone che soffrono è più importante. Nel cinema belga, oltre ai ruoli da protagonista nei film Le Témoin e Home Sweet Home, interpretò un affascinante doppio ruolo nel film Le Choix (1975), impersonando l’attrice Anne, desiderosa di mettere su famiglia, e la danzatrice Juliette, che sogna il successo come star del balletto.
Apparve anche in diversi film italiani, tra cui i polizieschi Number One (1973) di Gianni Buffardi e La ragazza di via Condotti (1973) , in cui è una fotoreporter che si innamora di Frederick Stafford, già suo partner in Topaz. Nel 1977 fu protagonista in Una spirale di nebbia di Eriprando Visconti, nel ruolo di Maria Teresa, moglie di un avvocato impotente (Duilio Del Prete), che sostiene il cugino (Marc Porel), sospettato di omicidio, e si ribella alla famiglia. In Italia fu protagonista femminile anche nella miniserie televisiva Voglia di volare (1984), accanto a Gianni Morandi, interpretando il ruolo di sua moglie Barbara.
In Germania apparve in Rendez-vous in Paris (1982) nel ruolo di Evelyn, una donna berlinese sposata che si innamora di un americano e lo segue segretamente a Parigi per un weekend. 
Nel cinema sovietico, dopo Nido di spie (1980) di Vladimir Naumov, interpretò il ruolo di Inessa Armand in Lenin a Parigi (1981) di Sergei Jutkevič. Dagli anni ottanta continuò a lavorare per il teatro e la televisione e apparve con minor frequenza sugli schermi. Tra i suoi ultimi film, da ricordare Non rompeteci (1981), L'Honneur d'un capitaine (1982), L'Homme qui n'était pas là (1987). Interpretò ancora l'eroina romantica in Le Pion (1981). Negli anni novanta affrontò anche ruoli comici: nel 1992, interpretò la madre affettuosa del protagonista (Guillaume de Tonquédec) in Tableau d'honneur, che ha una relazione segreta con l'insegnante di sport del figlio. Nella commedia Bonsoir (1994) di Jean-Pierre Mocky, ebbe il ruolo di una lesbica oppressa da parenti omofobi e la cui eredità è salvata da Michel Serrault, ospite in casa sua. Tra i suoi ultimi film, Zattera della Medusa, girato nel 1990 e uscito solo nel 1998, in cui interpretò la moglie del governatore, Reine Schmaltz. Successivamente recitò quasi esclusivamente in film per la televisione. Le sue ultime apparizioni cinematografiche furono nei due cortometraggi La Rampe (2000) e À San Remo (2004).

### La televisione e il teatro
In televisione, fu la protagonista della serie gialla in sei parti L'Isola delle Trenta Bare (1979), nel ruolo di Véronique d'Hergemont, minacciata da un intrigo diabolico su un'isola misteriosa. Dal 1998 al 2000 fu l'eroina della serie Venti del nord. Anche sul piccolo schermo ebbe occasione di proporsi in ruoli lontani dalla sua abituale immagine, interpretando la serial killer Hélène nella miniserie Malaventure: Monsieur Seul (1974). Oltre a ruoli in drammi, come quello di Lucile Desmoulins in La Passion de Camille et Lucile Desmoulins (1978) e come eroina nel film horror Le Collectionneur de cerveaux (1976), fu spesso guest star in serie poliziesche come Il commissario Moulin (1981), Julie Lescaut (1995), Il comandante Florent (1998), La Crimin (2004) e Groupe Flag (2005). Suo ultimo ruolo fu nel 2006 quello di Célimène in Célimène e il cardinale.
Claude Jade recitò spesso per il teatro. Interpretò, tra gli altri, il ruolo di Helena in La guerra di Troia non si farà, di Junia in Britannico, di Françoise in Port Royal, di Berthe in Esuli di James Joyce, Maria de Soderini in Lorenzaccio.

### Morte
Morì nella notte del 1º dicembre 2006, a causa di un tumore alla retina.

## Vita privata
Claude Jade era sposata dal 1972 con l'addetto culturale Bernard Coste . Nel 1979 si trasferì a Mosca con lui e il loro figlio Pierre, nato nel 1976, e lì visse per tre anni dal 1979 al 1982 . Successivamente visse con la famiglia a Cipro dal 1982 al 1985.

## Filmografia parziale

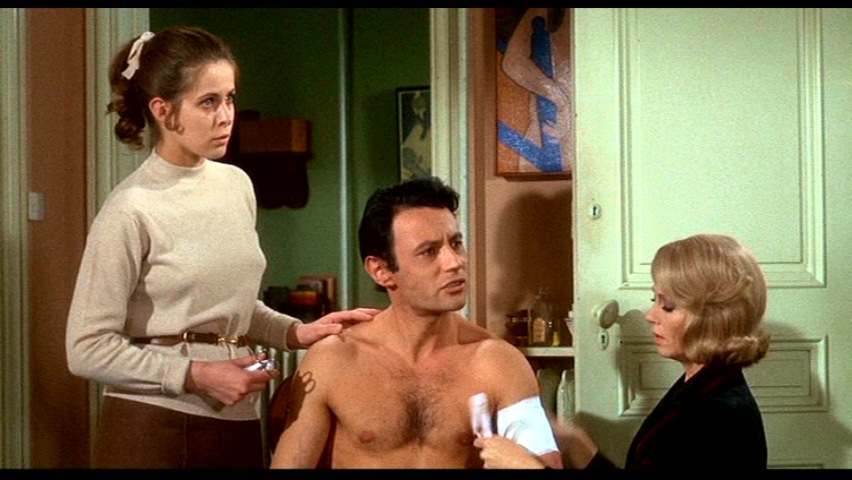
Claude Jade, Michel Subor e Dany Robin in Topaz

### Cinema
- Baci rubati (Baisers volés), regia di François Truffaut (1968)
- Montecristo 70 (Sous le signe de Monte Cristo), regia di André Hunebelle (1968)
- Le Témoin, regia di Anne Walter (1969)
- Mio zio Beniamino, l'uomo dal mantello rosso (Mon oncle Benjamin), regia di Édouard Molinaro (1969)
- Topaz, regia di Alfred Hitchcock (1969)
- Non drammatizziamo... è solo questione di corna (Domicile conjugal), regia di François Truffaut (1970)
- Nijinsky: Unfinished Project, regia di Tony Richardson (1970)
- La barca sull'erba (Le Bateau sur l'herbe) regia di Gérard Brach (1971)
- La divorziata (Les Feux de la Chandeleur), regia di Serge Korber (1972)
- Home Sweet Home, regia di Benoît Lamy (1973)
- Number One, regia di Gianni Buffardi (1973)
- Prêtres interdits, regia di Denys de La Patellière (1973)
- La ragazza di via Condotti (La chica de via Condotti), regia di Germán Lorente (1974)
- Le malin plaisir, regia di Bernard Toublanc-Michel (1975)
- Trop c'est trop, regia di Didier Kaminka (1975)
- Maître Pygmalion, regia di Hélène Durand e Jacques Nahum (1975)
- Kita no misaki, regia di Kei Kumai (1976)
- Le Choix, regia di Jacques Faber (1976)
- Una spirale di nebbia, regia di Eriprando Visconti (1978)
- Le Pion, regia di Christian Gion (1978)
- L'amore fugge (L'Amour en fuite), regia di François Truffaut (1978)
- Lenin v Pariže, regia di Sergei Jutkevič (1980)
- Nido di spie (Teheran 43), regia di Aleksandr Aleksandrovič Alov e Vladimir Naumov (1981)
- Non rompeteci (Le Bahut va craquer!), regia di Michel Nerval (1981)
- Rendezvous in Paris, regia di Gabi Kubach (1982)
- L'Honneur d'un capitaine, regia di Pierre Schoendoerffer (1982)
- L'Homme qui n'était pas là, regia di René Féret (1987)
- Tableau d'honneur, regia di Charles Némès (1992)
- Bonsoir, regia di Jean-Pierre Mocky (1994)
- Zattera della Medusa (Le Radeau de la Méduse) di Iradj Azimi (1998)
- Scénario sur la drogue, regia di Santiago Otheguy (2000)
- À San Remo, regia di Julien Donada (2004)

### Televisione
- Le Crime de la rue de Chantilly, regia di Guy Jorré – film TV (1967)
- La Prunelle – serie TV, 13 episodi (1968)
- Les Oiseaux rares – serie TV, 42 episodi (1969)
- Le Songe d'une nuit d'été, regia di Jean-Christophe Averty – film TV (1969)
- Allô Police – serie TV, episodio 3x05 (1970)
- Mauregard – miniserie TV, episodio 1x02 (1970)
- Shéhérazade, regia di Pierre Badel – film TV (1971)
- La Mandragore, regia di Philippe Arnal – film TV (1972)
- Le Château perdu, regia di François Chatel – film TV (1973)
- Les Oiseaux de lune, regia di André Barsacq – film TV (1974)
- Malaventure – serie TV, 4 episodi (1974)
- Mamie Rose, regia di Pierre Goutas – film TV (1976)
- Le Collectionneur de cerveaux, regia di Michel Subiela – film TV (1976)
- Les Anneaux de Bicêtre, regia di Louis Grospierre – film TV (1977)
- Les Amours sous la Révolution – serie TV, 1 episodio (1978)
- Ulysse est revenu, regia di Jean Dewever – film TV (1978)
- Au théâtre ce soir – serie TV, 2 episodi (1974-1978)
- L'Isola delle Trenta Bare (L'île aux trente cercueils) – miniserie TV, 6 episodi (1979)
- Antenne à Francis Perrin, regia di Jean Kerchbron – film TV (1980)
- La Grotte aux loups, regia di Bernard Toublanc-Michel – film TV (1980)
- Caméra une première – serie TV, episodio 1x10 (1980)
- Cinéma 16 – serie TV, 2 episodi (1979-1981)
- Treize, regia di Patrick Villechaize – film TV (1981)
- Il commissario Moulin (Commissaire Moulin) – serie TV, episodio 2x03 (1981)
- Lise et Laura, regia di Henri Helman – film TV (1982)
- Une petite fille dans les tournesols, regia di Bernard Férié – film TV (1984)
- Voglia di volare – miniserie TV, 4 episodi (1984)
- Le grand secret – miniserie TV, 6 episodi (1989)
- V comme vengeance – serie TV, episodio 1x05 (1990)
- I viaggiatori delle tenebre (The Hitchhiker) – serie TV, episodio 6x10 (1990)
- Fleur bleue – miniserie TV (1990)
- Histoires d'amour – serie TV, 2 episodi (1990)
- La Tête en l'air – serie TV, 25 episodi (1993)
- Eugénie Grandet, regia di Jean-Daniel Verhaeghe – film TV (1994)
- Julie Lescaut – serie TV, episodio 4x01 (1995)
- Commissario Navarro (Navarro) – serie TV, episodio 7x06 (1995)
- Porté disparu, regia di Jacques Richard – film TV (1995)
- Belle Époque – miniserie TV, episodi 1x01-1x02-1x03 (1995)
- Inspecteur Moretti – serie TV, episodio 1x02 (1997)
- Il comandante Florent: Uomo senza memoria (Une femme d'honneur: Mémoire perdue), regia di Michèle Hauteville – film TV (1998)
- Scénarios sur la drogue – serie TV, 1 episodio (2000)
- Venti del nord (Cap des Pins) – serie TV, 29 episodi (1998-2000)
- Sans Famille – serie TV, episodi 1x01-1x02 (2000)
- La Crim' – serie TV, episodio 9x02 (2004)
- Groupe flag – serie TV, episodio 3x04 (2005)

## Doppiatrici italiane
- Fiorella Betti in Mio zio Beniamino, l'uomo dal mantello rosso
- Maria Pia Di Meo in Non drammatizziamo... è solo questione di corna
- Lorenza Biella in Voglia di volare
- Maria Grazia Dominici in Venti del nord

## Riconoscimenti
- Nel 1998 fu insignita del titolo di Cavaliere della Legion d'onore.

- Nel 2000 ottenne il premio New Wave Award a West Palm Beach.